# Hen (pronome)

Ilustração visual dos dois pronomes de gênero e hen por uma mescla de símbolos de gênero

Hen (Sueco: [ˈhɛnː]) é um pronome pessoal neutro em sueco, destinado a ser uma alternativa aos específicos de gênero hon ("ela") e han ("ele"). Pode ser usado quando o gênero de uma pessoa não é conhecido ou não é desejável especificar "ela" ou "ele". A palavra foi proposta pela primeira vez em 1966, e novamente em 1994, com referência ao finlandês hän, um pronome pessoal que é neutro em gênero, uma vez que o finlandês não possui gênero gramatical. No entanto, ele não recebeu amplo reconhecimento até por volta de 2010, quando começou a ser usado em alguns livros, revistas e jornais, e provocou debates na mídia e polêmica sobre feminismo, neutralidade de gênero e parentalidade. Em julho de 2014, foi anunciado que hen seria incluído no Svenska Akademiens ordlista, o glossário oficial da Academia Sueca. 
Atualmente é tratado como um neologismo pelos manuais de estilo suecos. Grandes jornais como Dagens Nyheter recomendaram contra seu uso, embora alguns jornalistas ainda o usem. O Conselho de Língua Sueca não emitiu nenhuma proibição específica contra o uso de hen, mas recomenda as formas flexionadas hens como a forma possessiva e a forma do objeto hen sobre henom, que também ocorre. Hen tem dois usos básicos: como uma maneira de referir-se a indivíduos cujo gênero é desconhecido ou irrelevante; ou como uma maneira de se referir a indivíduos não-binários; 
O uso de hen leva as pessoas a expressar atitudes mais positivas em relação às mulheres na política, foi associado a pessoas que expressam sentimentos mais positivos em relação a pessoas LGBT+, e mais especificamente pessoas não-binárias, e ajuda a diminuir a discriminação de gênero.

## Formação linguística
A língua sueca possui um conjunto de pronomes pessoais que são semelhantes em forma ao inglês. Os pronomes comuns usados para os seres humanos são han ("ele") ou hon ("ela"). Enquanto o sueco e o dinamarquês historicamente tinham o mesmo conjunto de três gêneros gramaticais como o alemão moderno, com masculino, feminino e neutro, o sistema de três gêneros entrou em desuso nos dialetos dos quais os respectivos idiomas padrão estavam se desenvolvendo no final da Idade Média. O sistema se contraiu para que palavras de gênero masculino e feminino se dobrassem em um gênero comum enquanto o gênero neutro permaneceu. Em sueco, há duas palavras que seriam traduzidas como "isto": den para palavras de gênero comum e det para palavras de gênero neutro. Ambos são neutros como gênero, no sentido de não se referirem a um certo gênero mas não são usados para se referir a seres humanos, exceto em circunstâncias específicas.

## História do uso
As tentativas de introduzir hen como pronome neutro datam de 1966, quando o linguista Rolf Dunås o sugeriu no jornal regional Upsala Nya Tidning. Em 1994, foi novamente proposta pelo linguista Hans Karlgren no jornal nacional Svenska Dagbladet como uma alternativa prática às alternativas literárias mais complicadas. Em 2007, a revista cultural feminista Ful se tornou o primeiro periódico a adotar um uso consistente de hen. Em 2009, o Nationalencyklopedin, a enciclopédia sueca moderna padrão, havia criado um artigo sobre hen descrevendo-o como um "pronome pessoal sugerido, neutro, em vez de hon e han".
Em janeiro de 2012, foi publicado o livro infantil Kivi och Monsterhund ("Kivi e o Cachorro Monstro"), de Jesper Lundqvist. O livro sempre usou hen em vez de han ou hon e provocou um animado debate na mídia. Na edição de fevereiro de 2012 da Nöjesguiden, um mensal de artes e entretenimento com sede em Estocolmo, hen era usado de forma consistente em todos os textos, com exceção das citações diretas. No final de 2012, a palavra havia gerado tanta publicidade que o Hufvudstadsbladet, o maior jornal de língua sueca da Finlândia em circulação, declarou que "hen chegou para ficar".
Em novembro de 2012, o linguista sueco Per Ledin fez uma pesquisa sobre o uso de hen em um corpus de blogs suecos. Ele concluiu que o uso entre os blogueiros vinha aumentando de 2009 a 2012 e que deveria ser considerado uma palavra estabelecida. No entanto, hen representou apenas 0,001% do uso total de pronomes pessoais.
A companhia aérea norueguesa empregou o termo em uma campanha publicitária em 2012 como uma provocação direta com o slogan "The businessHEN's airline". No final de 2012, hen começou a ser usado em documentos oficiais em algumas agências governamentais. O Tribunal de Apelação de Lower Norrland aplicou o termo em uma decisão sobre má conduta oficial por um policial.
Hen apareceu em um contexto político oficial pela primeira vez em fevereiro de 2013, quando a  ministra sueca para a Igualdade de Gênero, Maria Arnholm, usou-o em um debate no Riksdag, o parlamento sueco. Ao comentar o debate depois, Arnholm descreveu a palavra como "uma maneira prática de simplificar" e "uma maneira inteligente de desenvolver a linguagem". Até 2013, o município de Boden adotou manuais de estilo para serem usados por seus funcionários em um contexto oficial em que hen era recomendado "para evitar a repetição de ele/ela em textos onde o gênero não é claro ou onde queremos incluir ambos os gêneros".
No início de 2014, hen havia se tornado um termo estabelecido tanto na mídia tradicional quanto entre os blogueiros. O periódico de idiomas Språktidningen concluiu que as instâncias de uso passaram de uma instância para cada 13.000 usos de hon/han para pouco menos de um em 300. No final de julho de 2014, a Academia Sueca anunciou que, em abril de 2015, hen seria incluído no Svenska Akademiens ordlista, o glossário de maior autoridade na língua sueca. A sua entrada abrangerá duas definições: como uma referência a indivíduos não-binários, ou onde o gênero não é conhecido. Em maio de 2015, hen foi introduzido em um texto legal (na lei da carteira de motorista), na área autônoma de Åland, uma parte da Finlândia que oficialmente fala sueco.

## Recomendações
Enquanto o Conselho de Língua Sueca, o principal órgão regulador da língua sueca, sugere hen como uma das várias construções de gênero neutro, a palavra não é necessariamente recomendada acima das alternativas. Em vez disso, o Conselho aconselha o leitor a usar qualquer construção que seja mais adequada ao contexto, considerando o público-alvo. Alternativas a hen incluem den, equivalente ao inglês it; reescrever em plural, que é sem gênero em sueco, assim como em inglês; repetindo o substantivo em vez de usar um pronome; ou usar han eller hon ("ele ou ela"). O Conselho também recomenda não usar a forma de objeto henom porque é muito semelhante ao honom, o que prejudica a intenção neutra em gênero da palavra e que o sistema de casos em que a forma se baseia é um remanescente que não é mais usado em sueco; hen é recomendado para sujeito e objeto (como em jag såg hen; "eu lhe vi") enquanto hens é a forma possessiva recomendada.
Após o uso de hen pela Ministra da Igualdade de Gênero e após uma reunião do Presidente do Riksdag com representantes do partido, o Parlamento fez um anúncio oficial de que hen não deveria ser usado em documentos oficiais do governo, mas que membros individuais do parlamento são livres para usá-lo em debates falados e moções escritas. Um punhado de outras autoridades, como o Ombudsman da Igualdade e a Autoridade Nacional de Gestão Financeira, usam o pronome rotineiramente.

## Debate
Desde cedo, hen gerou polêmica e reações na mídia. Em 2010, o uso precoce da palavra provocou reações de ridículo e ceticismo. A colunista Lisa Magnusson o provocou como um "pedaço mega-feminista de aves", No início de 2012, uma série de entrevistas e artigos sobre o uso de hen em Dagens Nyheter, um dos principais jornais da Suécia, gerou amplo debate. Referir as crianças como hen foi considerado especialmente controverso, provocando reações críticas do público, funcionários de creches públicas e especialistas da mídia.
Em setembro de 2012, a Dagens Nyheter proibiu o uso de hen em seus artigos, a conselho da editora-chefe Gunilla Herlitz. Como reação a isso, o jornalista e programador Oivvio Polite criou o site dhen.se, um site que espelhava o conteúdo da edição online do jornal, mas com todas as instâncias do han e hon substituído por hen. Um funcionário da Dagens Nyheter reagiu arquivando uma queixa à polícia contra o dhen.se por violar a lei de direitos autorais sueca, mas depois retirou sua acusação quando a administração do jornal se mostrou relutante em entrar com uma ação legal.
 

O aspecto mais controverso do uso de hen tem sido em relação às crianças pequenas, especialmente nas escolas públicas. Egalia, uma pré-escola em Södermalm, um bairro de classe média alta no centro de Estocolmo, estava na vanguarda da pedagogia neutra em gênero e adotou rapidamente o uso de hen. Essa política gerou debates e controvérsias na Suécia e recebeu ampla atenção da mídia internacional em 2011–2012.